# Jongliertrick

3b – Mills Mess.
Siteswap: 3, wie die Kaskade

Ein Jongliertrick, auch Jongliermuster und jonglierte Figur genannt, ist beim Jonglieren eine kunstvolle oder geschickte, wiederholbare Abfolge beim Hantieren von Gegenständen.
Dabei kann es sich z. B. um Würfe, um Schwingen der Objekte oder sie am Körper entlang Rollen lassen handeln. Bälle, Ringe, Keulen, Schwingkeulen, Feuerkeulen, Pois, Diabolos, Sticks, Devilsticks, Zigarrenkisten und weitere Jongliergeräte oder beliebige ausgefallene Objekte werden dabei auch in verschiedensten Hand- und Körperhaltungen und -bewegungen jongliert.
Körperwürfe mit beispielsweise Ellenbeuge, Knie, Fuß, Rücken, Nacken oder Kopf werden eingebunden. Der gesamte Körper und der Luftraum in Reichweite werden genutzt, um z. B. Rücken, Nacken, Kopf, Hände, Arme, Beine oder Rumpf zu umwerfen, zu umrollen oder zu umschwingen. Verzögerungen, kleine Pausen gar, und Beschleunigungen zwischen den Würfen erlauben zudem Takt- und Rhythmuswechsel. Ein einzelner Jongliertrick kann bereits als Jonglage gelten, jedoch versteht man unter einer Jonglage eher eine Darbietung mit mehreren Tricks oder schaustellerischen Komponenten. Ganz wie bei den Übungen im Turnen, den Sprüngen, Hebungen und Pirouetten im Eiskunstlauf, den Sprungtypen im Turmspringen oder den Elementen in der rhythmischen Sportgymnastik sind Jongliertricks unter obigen Vorgaben verschieden frei in ihrer Ausführung. Interpretation und die Art der Ausführung obliegen dem Artisten und im Wettkampf der Beurteilung einer Jury.

## Jongliertricks und Siteswap
Im Unterschied zum Siteswap, der in Form einer alphanumerischen Notation die Wurfabfolge(n) eines Jongliertricks logisch handhabt und festlegt, sind Jongliertricks populäre, weltweit bekannte Jongliermuster bzw. -figuren, die einen eigenen Namen erhielten und z. B. nach ihren Erfindern benannt wurden.
Normalerweise lässt sich einem jonglierten Muster ein Siteswap zuordnen und mit etwas Übung kann man zugrunde liegende Siteswaps bei laufender Jonglage herauslesen oder bei mehrfachem Anschauen eines Videos herausklamüsern. Vor allem schwierig zu variierende, weil selbst schon schwieriger zu jonglierende Siteswaps (etwa Ss: 531, 441, 336) können wiederum wohl selbst als Jongliertrick gelten. Wohingegen die 3-Ball-Jonglage mit dem schlichten Siteswap “3” unzählige eigenständige, wohlerprobte Variationen kennt, von denen viele als Jongliertrick eigene Namen erhielten.
Während bei einem Siteswap die Anzahl der Objekte eindeutig festliegt, kann man einen Jongliertrick als Muster auf verschiedene Anzahlen jonglierter Objekte anwenden  (z. B. Mills Mess auf 3, 4, 5 oder mehr; Die Grundform Kaskade auf 3, 5, 7, 9, 11 Objekte und mehr). Um einen Siteswap auf eine andere Anzahl Objekte auszudehnen oder zu schrumpfen, muss man ihn – gegebenenfalls rechnerisch – entsprechend zu einem ähnlichen, verwandten Siteswap ändern, d. h. anpassen, so dass er jonglierbar bleibt (z. B. 3b-531 zu 4b-7531 oder zu 5b-753). Auch lassen sich manche Jongliertricks als Jonglier-Stil auf Siteswaps oder manche andere Jongliermuster anwenden, z. B. der Siteswap des 4-Ball-Halfshower, 53, „als Mills Mess“ / „im Stile der Handhaltungen des Mills Mess“ oder „als Windmill“ jonglieren, indem man entsprechend auf der anderen Seite wirft – das ist so mit der bloßen Wurfabfolge eines Siteswaps nicht möglich. Siteswaps sind quasi ein zugrunde liegendes Gerüst, eine einzuhaltende Abfolge. Jongliertricks bedienen sich bewusst oder unbewusst der Siteswaps und variieren vielfältig darauf, indem sie im 3-dimensionalen Raum z. B. den tatsächlichen Verlauf der nötigen Flugbahnen verwirklichen und die Wurf- und Fangorte der beteiligten Hände (bzw. Diaboloschnur, Devilstick-Handstäbe o. ä.) frei wählen, sowie – innerhalb der vom jonglierten Siteswap vorgegebenen Wurffolge – die Zeit zwischen den Würfen oder das Tempo anpassen, ausspielen oder zeitlich verzerren durch verschieden hohe Würfe oder Handhaltezeiten. Man muss den Siteswap eines Jongliertricks nicht kennen, um ihn zu jonglieren und man kann jonglierbare Siteswaps logisch entwickeln, ohne zu ahnen, wie sie jongliert aussehen werden.

## Jongliertricks
Man kann verschiedene Arten unterscheiden: synchrone (gleichzeitig, parallel mit beiden Händen), asynchrone (abwechselnd), geworfen; symmetrisch und asymmetrisch in der beschriebenen Flugbahn.
Sie können jeweils kombiniert sein.

### Grundformen
Siteswap: 3 – 3 Bälle
- Kaskade: Bälle kreuzen sich abwechselnd von innen vor dem Bauch nach seitlich außen zur anderen Hand geworfen.
- Außenkaskade (auch Rückwärts-Kaskade genannt): Bälle werden von außen nach innen geworfen.
- Säulen: Bälle werden abwechselnd senkrecht geworfen, während ein bis zwei Bälle noch in der Luft sind.

Siteswap: 51 – 3 Bälle
- Shower: Bälle werden alle aus einer Hand nur geworfen und von der anderen nur gefangen und übergeben.

4 Bälle
- Fontäne, Siteswap: 4. Beide Hände werfen ausschließlich sich selber je zwei Objekte zu. Synchron im 2-Takt gleichzeitig werfend; oder asynchron im 4-Takt sich abwechselnd. Mit den Händen kreisend eher steile Parabeln werfend; oder als Säulen. Also in jedem Fall zwei Einhand-Jonglagen mit je zwei Objekten.
- Wimpy, Siteswap: (4x,4x). Bei gerader Anzahl Bälle werfen beide Hände immer gleichzeitig (synchron) einen Ball zur anderen Hand. Damit die Bälle sich im höchsten Punkt nicht treffen, müssen die Flugbahnen etwas versetzt (etwas höher / niedriger; etwas weiter vorne / hinten) jongliert werden.

#### Animationen

3-Ball-Kaskade
3-Ball-Kaskade rückwärts
5-Ball-Kaskade
3-Ball-Säule
3-Ball Shower
4-Ball Shower
4-Ball-Fontäne, Siteswap (4)
4-Ball-Fontäne, Siteswap (4,4)

#### Leiterdiagramme

3-Ball-Kaskade
3-Ball-Säule
3-Ball-Säule (alternierend)
4-Ball-Fontäne, Siteswap (4)
4-Ball-Fontäne, Siteswap (4,4)

L: Zeitstrahl für die linke Hand
R: Zeitstrahl für die rechte Hand
Die farbigen Linien (rot, blau, gelb, magenta) stehen symbolisch für die 3 oder 4 joglierten Objekte.

### Gängige Tricks
Viele der gängigen Tricks beruhen zum Teil auf diesen Grundmustern, doch es kommt eine Vielzahl von Griffen, Kniffen, Körperteilen, Hand- und Körperbewegungen, Haltungen, Verzögerungen, Beschleunigungen, Fang- und Wurftechniken, Originelles, Kurioses oder Verwirrendes hinzu:
Siteswap: 3 – 3 Bälle
- Tennis (engl.: „juggler's tennis“): Aus der Kaskade wird ein Ball ständig von außen über die ganze Figur hinüber geworfen. Damit dieser höher fliegende Tennis-Jonglierball im Takt bleibt, muss er entsprechend höher abgeworfen und gefangen werden oder mit schnellerer Wurfbewegung (kürzerer Handhaltezeit) die höhere Flugbahn ermöglicht werden.
- Arches (zu deutsch: „Bögen“): Es kreuzen sich gar keine Flugbahnen mehr – alle drei Bälle werden im Tennis-Stil auf drei Höhen hin und her geworfen.
- Windmill, syn.: „False Shower“: alle Bälle werden auf einer Seite ausschließlich geworfen, auf der anderen ausschließlich gefangen mit abwechselnd zum Werfen unter dem anderen Arm bzw. zum Fangen über dem anderen Arm hinübergreifendem Arm. Element und Vorübung des Mills Mess.
- Mills Mess: Windmill mit Seitenwechsel alle drei Würfe. Mit teils überkreuzten Armen jonglierend beschreiben die fliegenden Objekte insgesamt eine liegende Acht {\displaystyle \infty }.
- Carry (auch: Waterfall, Inverted shower): ein Ball wird etwa in Kopfhöhe gefangen, und statt geworfen, hinübergetragen und fallengelassen. Diese Hand bleibt also immer oben. Element und Vorübung für Pendulum und Robot.
- Chops
- Slam: aus der Kaskade wird ein einzelner Wurf Außenkaskade verzögert, dann von oben nach unten hinübergeschmettert.
- Statue of Liberty (auch: Freiheitsstatue): Ein Arm ist weit hochgestreckt und lässt die Bälle abtropfen die ihr von der anderen Hand aus Normalhaltung zugeworfen werden. Oder die hohe Hand wirft knapp über den ankommenden Ball hinweg.

3 Objekte – andere Siteswaps
- Eating an apple (auch: Eating the apple): obwohl man schon mit nur zwei Händen drei Gegenstände jongliert, isst man währenddessen mit einer weiteren Hand noch einen Apfel, ist hier die Illusion. Siteswap: 423
- Jojo (engl.: „Yo-yo“): Während einer Einhand-Säulen-Jonglage mit zwei Bällen geht die andere Hand mit zum Publikum hin gut sichtbarem, gehaltenem Ball mit einem der geworfenen Bälle mit – in Varianten z. B. seitlich daneben, drüber, drunter oder mittig. Es entsteht die Illusion magnetischer Wirkung oder eines unsichtbaren Gummibandes. Die Jojo-Hand kann jederzeit wechseln, indem sie im Takt von unten wirft, anstatt haltend mitzugehen. Indem sie einen Takt unbewegt verharrt, wechselt sie 'ihren' scheinbar mitgeführten Ball. Siteswap: (4,2).
- Chase, syn.: „Snake“: Drei Bälle werden nacheinander aus einer Hand hinüber zur anderen Hand geworfen. Erst nachdem der letzte Ball geworfen wurde, darf der zuerst Geworfene landen, und dieser wird sofort wieder zurückgeworfen und beginnt damit das Verfolgungsjagd- bzw. Schlangenmuster seitengespiegelt von neuem. Dazu muss entsprechend – je nach Flinkheit oder beherrschter Höhe des Jongleurs – etwa zwei- bis dreimal so hoch, wie die 3-Ball-Kaskade geworfen werden („5“-en). Siteswap: 50505.
- Weave (auch: „the weaver“): zwei Bälle mit einer Hand, im Wechsel unter dem anderen Arm, der dazwischen mit gehaltenem Ball vor dem höchsten fliegenden Ball in S-Bewegung unter diesem zur Normalhaltung wegtaucht. Danach wechseln die Arme diese Bewegung, so dass sie beidseitig einmal ausgeführt wurde.
- Box: Synchron (jeweils gleichzeitig mit beiden Händen) geworfen. Ss: (4,2x)(2x,4). Die hohen Säulen, „4-en“, schaffen abwechselnd jeweils eine Lücke rechts, dann links, dann wieder rechts usw., in denen der niedrige Ball gut getimt  hin und her pendeln kann. Zum Vergleich: 441 (Jongliertrick) – gleiches Muster der Flugbahnen insgesamt, aber andere, asynchrone Wurffolge.
- Pendulum (auch: Exchange, Drop): Im Carry wirft eine Hand einmal sich selber zu, was der Carry-Hand Zeit gibt, noch eine Pendelbewegung zu machen.
- Robot (auch: Factory): eine Hand A wirft zweimal nacheinander sich selber zu, erst beim dritten Wurf rüber zur anderen Hand B. Dadurch hat diese andere Hand B zwei Würfe Zeit, um mit festgehaltenem Ball einmal zu verharren, dann frühzeitig (ab dem zweiten Wurf von Hand A), erst senkrecht hochzugehen, dann ihren Ball waagerecht hinüberzutragen, wo sie ihn fallen lässt, bevor sie den dritten Wurf von Hand A wieder in Normalstellung fängt. Siteswap: 242334 (Ken Matsuoka, jugglemaster), (4,2)(4x,2)(4,2x) (Matt Mangham).
- Burke’s Barrage: Variation(en) des Siteswaps: 423
- Rubenstein’s Revenge: Variationen des Siteswaps: 52233

### Körperwürfe, Fang-, Wurftechniken
- Krallen: Mit den Handflächen nach unten werden die Bälle von oben gefangen. Beim Werfen können die Hände hochklappen, mit den Handflächen nach vorne oder aber beständig nach unten zeigen.
- Handrücken: Man fängt bzw. bremst die Bälle in der Mulde, die bei überstreckten gespreizten Fingern beim Ansatz des Mittelfingers entsteht. Da das Handgelenk weniger Spielraum hat, ist beim Werfen bzw. Hochdrücken der ganze Arm stärker beteiligt.
- backcross: Bälle werden von hinter dem Rücken über die andere Schulter geworfen und landen etwa in Normalhaltung in der Fanghand. Einzelne backcross-Würfe fliegen in der Lernphase etwas länger und können ausgeglichen werden durch etwas höhere Würfe der vorne geworfenen Bälle oder durch kurzes Verzögern. Rückwärts geworfen („reverse backcross“), fängt man sie hinter dem Rücken blind.
- Hinter dem Rücken („behind the back“): Der ganze Wurf findet hinter dem Rücken statt. Optimalerweise ganz blind, oder – beim Erlernen – nach etwas weiter seitlich außen geworfen, so dass man mit einem kurzen Schulterblick den fallenden Ball kurz vor dem Fangen noch sieht. Penguins über den Fangarm etwas weiter nach hinten geworfen sind dazu eine gute Vorübung.
- Schulterwürfe („over the shoulder“): Man wirft von hinten nach vorne über die Schulter des Wurfarms, wo ihn die werfende Hand selber wieder fängt. Von vorne nach hinten zurückgeworfen fängt man weitgehend blind, ggf. mit kurzem Schulterblick.
- Penguin: Bälle werden bei herunterhängendem Arm mit eingebogenem und vom Körper weggedrehten Handgelenk gefangen und normal geworfen, oder sogar über den Fangarm als Penguin auch noch geworfen.
- Halswürfe: Von hinter dem Nacken wird am Hals vorbei über die andere Schulter nach eher seitlich vorne geworfen. Schon der Wurf zuvor kann vorbereitend zum anderen Schulter-Hals-Bereich fliegen. Umgekehrt kann – wie gefangen zurückgeworfen – hinter dem Nacken gefangen werden.
- Reachover/-under: Ein Wurf zur selben Hand wird hinüber, scheinbar zur anderen Hand, geworfen, dann doch noch von der Wurfhand hinübergreifend abgeholt (z. B. eine „4“ sieht dann aus, wie eine „3“ oder „5“). Oder z. B. eine „3“ wird, statt hinüber, als Säule hochgeworfen (sieht also wie „4“ aus) und muss von der Fanghand dort hinübergreifend abgeholt werden. Es kann jeweils entweder über dem anderen Arm (reachover) oder unter dem anderen Arm (reachunder) gefangen werden. Man beachte: Die Flughöhe entscheidet physikalisch über die Flugdauer, nicht die Länge der Flugbahn. Man muss eine „3“ als Säule trotz kürzerer senkrechter Flugbahn nicht (intuitiv) höher werfen. Sie kann sogar etwas niedriger geworfen werden, um die nötige Zeit für ein flinkes Hinübergreifen samt nächstem Wurf zu gewinnen.
- under the arm („Unter dem Arm“): Von weiter unten aus wird unter dem anderen (Fang-)Arm in flachem Bogen vorbei geworfen (nicht – wie beim reachunder – nur dort gefangen) und der Wurf landet entsprechend etwas weiter außen, etwa in Hüfthöhe. Von Fanghand kann er dort gekrallt oder als Penguin trotz niedriger Flugbahn bequem gefangen werden.
- Überkopf („above the head“): Man drückt oder stößt die Bälle mit den Händen überkopf nach hinten gerichtet hoch, oder mit einwärts gerichteten Händen und wegwerfenden Schwimmbewegungen.
- Alberts: Man jongliert in die Hocke gegangen von hinten zwischen den Beinen nach vorne hoch.
- Kontorsion: Man greift mit einem Arm hinter dem Rücken zur anderen Seite hinüber und jongliert in dieser Haltung. Eine ziemliche Verrenkung bei Ball-, Keulen-, Ringjonglage, daher häufigeres Element eher bei Diabolo- oder Devilstick-Jonglagen mit durch Hantier-Sticks quasi verlängertem Arm.

### Siteswap-Tricks
Anders als z. B. die Siteswaps „3“, „423“, die verschiedensten Jongliertricks mit eigenständigen Namen zugrunde liegen, sind viele Siteswaps selbst schon der „Trick“, da die angegebene Wurffolge Hauptmotiv des Tricks ist.
Siteswap und Jongliertrick sind in diesem Fall dasselbe bzw. der Jongliertrick trägt den Namen seines Siteswaps, oder der Siteswap hat oder braucht keinen gesonderten Namen als Jongliertrick zur Unterscheidung.
3 Bälle
- 441: Durch die geworfenen 4-en – bei nur drei Bällen – wird alle zwei Würfe eine Lücke frei, in die der zuletzt gefangene Ball schnell hinübergepaßt werden kann. Vgl. hierzu die Box, bei der dasselbe Flugbahnmuster synchron im Zweitakt geworfen wird – mit Hinüberschnellen des niedrigen Balles in jedem Takt.
- 531: Ein hoher Wurf, die „5“, wird vom nächsten Ball aus dieser Wurfhand (also insgesamt dem übernächsten Ball) im Muster überholt, indem letzterer entsprechend niedrig, als „1“ schnell in die entstandene Lücke geworfen oder übergeben wird.

4 Bälle
- 633: Die hohen „6“-er Säulen landen jeweils in der Lücke, die die jeweils andere „6“ im Kaskade-Muster der „3“-en geschaffen hat. Als Vorübung mit 3 Bällen eignen sich Ss: 633033 oder Ss: 63303.
- 534: Im Stufenmuster 345 werden drei Würfe nacheinander zur selben Seite geworfen (die Hand auf dieser Seite wirft deswegen mit „4“ einmal sich selbst zu). Schon, wenn der niedrigste Ball, die „3“, gelandet ist, geht es mit Seitenwechsel weiter, während die höheren Bälle noch in der Luft sind.

#### Animationen

441
531

Mit „Bällen“ sind im gesamten Abschnitt der Lesbarkeit halber jonglierbare Objekte jeder Art gemeint.

## Jongliertricks, Numbers, Tempo-Jonglage, Endurance
Diverse Grundströmungen lassen sich beim Jonglieren unterscheiden. Eine zunehmende Anzahl von Objekten zu jonglieren kann eine langwierige Fleißarbeit werden und auch mal in Kraftakten münden, sich die nötigen Höhen zu erwerfen. Naturgemäß kommen dann nur einfachste Muster zum Einsatz, hauptsächlich die Kaskade für ungerade Anzahlen und eine Fontäne (synchron oder asynchron) oder der Wimpy für gerade Anzahlen. Dem gegenüber steht das kreative Entdecken der Vielfalt der Jongliermuster mit wenigen Objekten. Deutlich weniger wird Tempo-Jonglage betrieben. „Endurance“ (dt.: Dauer; Ausdauer) ist das möglichst lang ausdauernde  Durchhalten einer Jonglage oder einer bestimmten Jonglier-Figur ohne ein Objekt fallen zu lassen, gemessen in Würfen (bzw. catches) oder in Zeit. Alles zu betreiben, befruchtet synergetisch die jeweils anderen Fähigkeiten. Am beliebtesten sind wohl Jongliertricks mit wenigen Objekten, denn wenn mit mehr Gegenständen jongliert wird, nimmt die Fähigkeit zusätzlich zu variieren stark ab.